# تیمیانکی سزکلرز
تیمیانکی سزکلرز (به لاتین: Tymianki-Szklarze) یک منطقهٔ مسکونی در لهستان است که در Gmina Boguty-Pianki واقع شده‌است.